# Juli 2007
Dit artikel geeft een chronologisch overzicht van alle belangrijke gebeurtenissen per dag in de maand juli van het jaar 2007.

## Gebeurtenissen

### 1 juli
- In het Wembley Stadion wordt op de verjaardag van de bij een verkeersongeluk in 1997 omgekomen Britse prinses Diana een herdenkingsconcert gehouden. Ongeveer 65.000 mensen wonen het ook op televisie uitgezonden Concert for Diana bij, dat wordt geopend en afgesloten door zanger Elton John; deze bracht destijds op haar begrafenis het lied Candle in the Wind ten gehore. Haar zoons William en Harry houden een toespraak.

### 2 juli
- Bij een uit de tijd van het koninkrijk Saba stammende Jemenitische tempel nabij de stad Ma'rib (provincie Marib) ontploft een autobom. Acht Spaanse toeristen en twee Jemenieten vinden de dood. Twaalf mensen raken gewond. De zelfmoordaanslag wordt (nog) niet opgeëist, de politie denkt in de richting van Al Qaida.
- In Utrecht wordt de eerste milieuzone van Nederland geopend. Eindhoven volgt dezelfde dag nog. Alleen vrachtauto's die een roetfilter hebben, mogen hier komen.

### 3 juli
- Fumio Kyuma, de Japanse minister van defensie, treedt af nadat in zijn land een storm van protest is opgestoken over zijn opmerking op 30 juni dat "de Amerikaanse atoombommen op Hiroshima en Nagasaki onvermijdelijk waren". Kyuma's positie wordt onhoudbaar als premier Shinzo Abe hem publiekelijk terechtwijst.

### 4 juli
- In Gaza wordt de ontvoerde BBC-verslaggever Alan Johnston (45) na bijna vier maanden vrijgelaten en overgedragen aan vertegenwoordigers van de Hamas-regering. De eis van de ontvoerders (een groep die zich 'Leger van Islam' noemt) tot vrijlating van Britse moslim-gevangenen is niet ingewilligd.

### 5 juli
- De Belgische ex-premier Jean-Luc Dehaene (66, CD&V) wordt door koning Albert II belast met een bemiddelings- en onderhandelingsopdracht om de weg te openen tot de aanduiding van een formateur.
- Zowel ex-president Bill Clinton als zijn echtgenote en presidentskandidate Hillary Clinton raken in de clinch met president George W. Bush over diens kwijtschelding van de gevangenisstraf van twee en een half jaar waartoe Bush' voormalige medewerker Lewis Libby (56) in juni werd veroordeeld.
- Bij een inval van Israëlische militairen in de Gazastrook op zoek naar Hamasmilitanten die raketten op Israël hadden afgevuurd en naar wapensmokkeltunnels komt het tot een vuurgevecht. Elf Palestijnen vinden de dood, de meesten van hen zijn Hamasstrijders. Een door een tankgranaat gewond geraakte cameraman van Hamas wordt later in zijn benen beschoten aangetroffen.
- Het Brusselse Hof van Assisen veroordeelt ex-majoor Bernard Ntuyahaga (55) uit Rwanda tot twintig jaar gevangenisstraf voor zijn rol in de moord op tien Belgische blauwhelmen op 7 april 1994 en diverse doodslagen van omstreeks dezelfde datum die hij in Rwanda heeft gepleegd. Het proces begon op 25 mei. Wikinieuws

### 6 juli
- Een federaal Hof van Beroep staat de Amerikaanse regering weer definitief toe om zonder voorafgaande gerechtelijke toestemming internet- en telefoonverkeer met het buitenland af te luisteren indien zij dit nodig vindt in verband met haar strijd tegen terrorisme.
- De ter ere van het 400e geboortejaar van admiraal Michiel de Ruyter bij Vlissingen gehouden en vanwege de stevige wind enigszins aangepaste vlootschouw van de Nederlandse Koninklijke Marine trekt 50 000 bezoekers. Wikinieuws

### 7 juli
- Paus Benedictus XVI staat het gebruik van de Tridentijnse Mis weer toe als in een plaatselijke rooms-katholieke kerk een aantal gelovigen daar om verzoeken. De bijna geheel in het Latijn gehouden mis was sinds het Tweede Vaticaans Concilie (1962-1965) niet meer toegestaan.
- Een wereldwijde internetverkiezing levert zeven nieuwe wereldwonderen op: de Chinese Muur, de antieke stad Petra in Jordanië, Christus de Verlosser in Rio de Janeiro, de ruïnesteden Machu Picchu in Peru en Chichén Itzá in Yucatán, het Colosseum in Rome en het mausoleum Taj Mahal in Agra. De Piramiden van Gizeh in Egypte blijven als enig nog bestaand wereldwonder uit de Oudheid op de lijst en vormen daarmee het achtste wereldwonder.
- De grootste bibliotheek van Nederland, het nieuwe hoofdgebouw van de Openbare Bibliotheek Amsterdam op het Oosterdokseiland, wordt geopend. Behalve voor boeken heeft deze bibliotheek ook veel andere faciliteiten.
- In acht wereldsteden vindt het concert Live Earth plaats waarmee men de aandacht wil vestigen op de verandering van het klimaat.

### 8 juli
- In veel Aziatische gebieden valt al enige dagen zeer veel regen met als gevolg dat honderdduizenden hun woning kwijtraken of moeten worden geëvacueerd.
- Sinds het Amerikaanse leger in februari aan een veiligheidsoffensief in Bagdad begon, kiezen aanslagplegers nieuwe doelwitten. Een bomaanslag op 7 juli op een markt in Koerdisch Irak kost aan ten minste 130 mensen het leven, in totaal zouden er op deze en de dag erna meer dan 220 doden zijn gevallen. Belangrijke Iraakse soennitische en sjiitische politici roepen de bevolking op zich te bewapenen zodat ze zichzelf kunnen beschermen.

### 9 juli
- In het Joegoslavië-tribunaal in Den Haag begint de rechtszaak tegen Rasim Delić (58), de oud-opperbevelhebber van het (destijds) hoofdzakelijk uit Bosnische moslims bestaande Bosnische leger. Hij wordt ervan beschuldigd tijdens de Bosnische Oorlog fanatieke moslimstrijders (in Afghanistan opgeleide moedjahedien) wreedheden te hebben laten begaan en Srebrenica aan zijn lot te hebben overgelaten. Delić acht zichzelf onschuldig en had zich daarom in 2005 vrijwillig aangegeven.

### 10 juli
- Een uitzonderlijke koudegolf houdt de zuidelijke landen van het Zuid-Amerikaanse werelddeel reeds enige tijd in zijn greep gevangen en heeft reeds zestien doden tot gevolg gehad. Zo viel in de Argentijnse hoofdstad Buenos Aires voor het eerst sinds 1918 weer sneeuw.
- In de Pakistaanse hoofdstad Islamabad bestormt het leger de Rode Moskee, die al een week door islamitische opstandelingen wordt bezet. Zestig van hen vinden daarbij de dood. Ook leider moellah Abdul Rashid Ghazi (43) komt om het leven. Onduidelijk is of hij door het leger of door de opstandelingen is gedood omdat hij zich mogelijkerwijs wilde overgeven.

### 11 juli
- Bij een gevecht tussen het Filipijnse leger en leden van de islamistische afscheidingsbeweging Abu Sayyaf op het eiland Basilan in het zuiden van de Filipijnen komen 14 militairen en 20 opstandelingen om. De lichamen van de militairen, die op zoek waren naar een ontvoerde Italiaanse priester, worden onthoofd teruggevonden.

### 12 juli
- Het Amerikaanse Huis van Afgevaardigden keurt een wet goed waarin staat dat het Amerikaanse leger voor 1 april 2008 uit Irak moet zijn vertrokken.
- Een Nederlandse militair van de Task Force Uruzgan die op 10 juli vanwege een door middel van een autobom gepleegde zelfmoordaanslag van de Taliban ernstig gewond was geraakt, blijkt te zijn overleden. Zeven andere Nederlandse militairen waren ook gewond geraakt. Ook hebben bij deze aanslag zeventien Afghaanse burgers het leven gelaten, waaronder twaalf kinderen.

### 13 juli
- De Amerikaanse onroerende-zaaksector verkeert in moeilijkheden omdat veel hypotheekbezitters hun hypotheekschuld niet meer kunnen aflossen.
- Opening van de Jämtkraft Arena, een voetbalstadion in de Zweedse stad Östersund en de thuishaven van Östersunds FK.

### 14 juli
- De reusachtige 10,4 meter-spiegel van 's werelds grootste, 130 miljoen euro kostende, optische telescoop, de Gran Telescopio Canarias (GTC), nu al zeven jaar in aanbouw op de top van een 2400 m hoge berg op het Canarische eiland La Palma en pas medio 2008 volledig operationeel, ontvangt zijn "first light" uit het heelal tijdens een officiële nachtelijke ceremonie.
- De Russische president Vladimir Poetin zet vanwege "buitengewone veiligheidsomstandigheden" per decreet eenzijdig het in 1990 gesloten Verdrag over Conventionele Troepen in Europa (CFE) buiten werking. Rusland is kwaad over Amerikaanse plannen tot plaatsing van delen van een raketafweersysteem in Polen en Tsjechië. De opschorting van het verdrag gaat over 150 dagen in.

### 15 juli
- De rooms-katholieke aartsbisschop en kardinaal Roger Mahony van Los Angeles biedt 508 sinds 1940 door priesters tot seksuele handelingen gedwongen slachtoffers verontschuldigingen aan en stemt in met een schikking van 660 miljoen dollar (circa $ 1,3 miljoen per persoon) inzake vijftien door hen aangespannen rechtszaken.
- In België benoemt koning Albert II de CD&V-voorman Yves Leterme tot formateur van een nieuwe regering nadat diens partijgenoot Jean-Luc Dehaene zijn bemiddelingsopdracht voltooid heeft.
- In Lorient behaalt de Franse triatleet Julien Loy de wereldtitel lange afstand. Bij de vrouwen gaat de zege naar de Britse Leanda Cave.

### 16 juli
- Een team van tien inspecteurs van de IAEA, de atoomwaakhond van de Verenigde Naties, bevestigt dat de plutonium-producerende Noord-Koreaanse kernreactor in Yongbyon is afgeschakeld en de bijbehorende plutonium-opwerkingsfabriek gesloten. In ruil hiervoor ontvangt het land 50 000 ton aardolie. Zodra alle overige nucleaire installaties zijn gesloten, komt daar nog eens 950 000 ton bij.
- Japan wordt tot tweemaal toe getroffen door een aardbeving met een kracht van 6,8 op de schaal van Richter. Het epicentrum ligt beide keren voor de kust van de stad Niigata, zo'n 260 km ten noordwesten van Tokio. Acht mensen komen om en meer dan duizend personen raken gewond. Huizen worden beschadigd en er breekt brand uit in de kerncentrale van Kashiwazaki, die daarop radioactief vervuild water lekt; volgens de autoriteiten evenwel zonder acuut gevaar voor de bevolking.

### 17 juli
- Terwijl het stortregent glijdt een passagiersvliegtuig, TAM Linhas Aéreas vlucht JJ 3054, bij de landing in de Braziliaanse kuststad São Paulo de landingsbaan voorbij en komt na een drukke verkeersweg te hebben gekruist tegen een kantoorgebouw en een tankstation tot stilstand. De benzineopslag en het vliegtuig exploderen, meer dan tweehonderd personen vinden de dood.
- Op het Utrechtse kantoor van DWARS, de jongerenorganisatie van de Nederlandse politieke partij GroenLinks, wordt door een medewerker materiaal gevonden voor het maken van bommen. De Explosievenopruimingsdienst neemt onder andere een ontstekingsmechanisme, bedrading en een nog onbekende chemische stof in beslag.

### 18 juli
- Het conflict in het West-Soedanese Darfoer blijkt zich te hebben uitgebreid naar het naburige Tsjaad. Ook in het oosten van dat land worden Afrikaanse stammen door de Janjaweed van hun grondgebied verjaagd. Daardoor zijn er behalve 230 000 vluchtelingen uit Darfoer eveneens 170 000 binnenlandse vluchtelingen in Tsjaad aanwezig.

### 19 juli
- In Harrogate in het noorden van Engeland hebben twee amateurarcheologen met behulp van metaaldetectoren in januari een Vikingschat uit de 10e eeuw gevonden. Experts van het British Museum noemen de schat, bestaande uit 617 zilveren munten en 65 andere objecten, de belangrijkste vondst in zijn soort in meer dan 150 jaar.

### 20 juli
- Israël laat 255 Palestijnse gevangenen vrij, overwegend leden van Fatah maar onder andere ook een dertigtal aanhangers van Hamas. De vrijlating is bedoeld als positief gebaar naar president Mahmoud Abbas (Fatah-lid) van de Palestijnse Autoriteit, die een strijd om de macht met Hamas voert.

### 21 juli
- De Burj Dubai in Dubai bereikt een hoogte van 512,1 meter en is nu officieel het hoogste gebouw ter wereld. De uiteindelijke bouwhoogte is nog een geheim, maar de verwachting is dat de 750 meter ruim gepasseerd gaat worden. Tot nu toe was de Taipei 101 met 509 meter 's werelds hoogste.
- Nederland telt twee politieke partijen minder. De ledenvergadering van de Lijst Pim Fortuyn besluit de partij per januari 2008 op te heffen. Het bestuur van de Nationale Alliantie heft zijn partij per direct op.
- In India heeft de 72-jarige Pratibha Patil van de Congrespartij de presidentsverkiezingen van 19 juli gewonnen. Zij zal op 25 juli worden geïnstalleerd en wordt daarmee de eerste vrouwelijke president van India.
- De Belgische formateur Yves Leterme zingt voor de Sint-Michielskathedraal tijdens de festiviteiten voor de Belgische nationale feestdag de Marseillaise wanneer hem gevraagd wordt naar de tekst van de Brabançonne, het Belgisch volkslied.
- De Prijs voor de Democratie 2007 wordt toegekend aan Tom Barman.

### 22 juli
- De vervroegde Turkse parlementsverkiezingen worden gewonnen door de conservatieve AK-partij van zittend premier Recep Tayyip Erdoğan. De AK-partij komt uit op 47 procent van het aantal uitgebrachte stemmen, wat een winst van 13 procent ten opzichte van de vorige parlementsverkiezingen betekent. Reden voor deze verkiezingen is een meningsverschil over wie de nieuwe president van Turkije mag worden. Presidentskandidaat Abdullah Gül van de AK-partij werd door de oppositie namelijk als te islamitisch bevonden.

### 23 juli
- Vanwege langdurige regenval is er erg veel wateroverlast in Engeland. In bepaalde delen staan grote stukken onder water. In Gloucestershire zitten hierdoor zelfs 150 000 huishoudens zonder drinkwater.

### 24 juli
- Vijf Bulgaarse verpleegsters en een Palestijnse arts die in Libië eerst ter dood en 17 juli tot levenslang veroordeeld waren in de Libische hiv-zaak, worden vrijgelaten en naar Bulgarije gevlogen. Libië stemde hiermee pas in nadat de Europese Unie volledige normalisering van de wederzijdse betrekkingen had toegezegd.
- Zware regenval veroorzaakt wateroverlast in het IJzerbekken. Vooral Poperinge en Watou worden getroffen door overstromingen.
- De Franse sportkrant L'Équipe meldt dat Aleksandr Vinokoerov na de door hem gewonnen tijdrit in de Ronde van Frankrijk betrapt is op het gebruik van bloeddoping. Naar aanleiding hiervan verlaat de Astana-ploeg de Ronde.
- GSA Today meldt dat geo-archeoloog Jean-Daniel Stanley van het Smithsonian National Museum of Natural History een onder Alexandrië gelegen stad uit 1000 v.Chr. heeft ontdekt in een baai die in de Odyssee van Homerus wordt genoemd.

### 25 juli
- Geletruidrager Michael Rasmussen wordt door de directie van de Rabobankploeg uit de Ronde van Frankrijk gehaald en op staande voet ontslagen, wegens het overtreden van de interne regels van de ploeg. Eerder verlaat de Franse wielerploeg Cofidis de Tour nadat de Italiaan Cristian Moreni is betrapt op doping middels testosteron.

### 26 juli
- Uit een onderzoek van de Europese Commissie blijkt dat van de bewoners van 75 Europese steden de Groningers het meest tevreden over hun leefomgeving zijn. De inwoners van Athene, Napels en Istanboel waarderen hun stad het minst.

### 27 juli
- Drie dagen lang zakken wereldwijd de beurzen vanwege de perikelen op de Amerikaanse huizenmarkt. Door de gestegen rente kunnen daar steeds meer huizenbezitters niet meer aan hun hypothecaire verplichtingen voldoen waardoor hypotheekbanken in de problemen komen en in hun kielzog andere banken en bedrijven meeslepen. Bedrijfsovernames zijn hierdoor moeilijker te financieren. Ook de stijging tot een recordhoogte van de olieprijs (ongeveer 77 dollar per vat) doet een duit in het zakje. De slechte beurskoersen hebben tot gevolg dat beleggers veel aandelen verkopen.

### 28 juli
- De Zuid-Europese landen hebben vanwege de buitengewone hitte deze zomer in versterkte mate last van hevige bosbranden. Zo kampt het Canarische eiland Gran Canaria met de grootste bosbrand uit haar geschiedenis, tot nu toe zijn reeds 3500 hectare bos in de as gelegd. Een bosarbeider blijkt het vuur te hebben aangestoken.

### 29 juli
- De Spanjaard Alberto Contador wint de Ronde van Frankrijk. In de laatste etappe behoudt hij zijn voorsprong op de nummer twee in het klassement, Cadel Evans. Tom Boonen blijft de sterkste in het puntenklassement. De slotetappe wordt gewonnen door Daniele Bennati. De bolletjestrui was al veilig in handen van Mauricio Soler. Naast het geel haalt Contador ook de witte trui naar Parijs.

### 30 juli
- De Taliban delen mee een tweede Zuid-Koreaanse mannelijke gijzelaar te hebben gedood. 31 christelijke Zuid-Koreanen die (medisch) vrijwilligerswerk in Afghanistan deden, werden op 19 juli ontvoerd. Op 25 juli werden er acht vrijgelaten nadat de Zuid-Koreaanse overheid een losgeld zou hebben betaald, maar de leider van de 31 gegijzelden - een gereformeerde predikant - werd gedood. De Taliban willen dat Zuid-Korea zijn soldaten uit Afghanistan weghaalt en dat 23 Talibanstrijders in vrijheid worden gesteld.

### 31 juli
- Na 38 jaar komt een einde aan de aanwezigheid van Britse troepen in Noord-Ierland. Operation Banner begon in 1969 na gewelddadigheden tussen katholieken en protestanten. In totaal zijn meer dan 300 000 militairen ingezet om de politie bij te staan bij de ordehandhaving.

← · januari · februari · maart · april · mei · juni · juli · augustus · september · oktober · november · december ·  →